# Anguláris gyrus

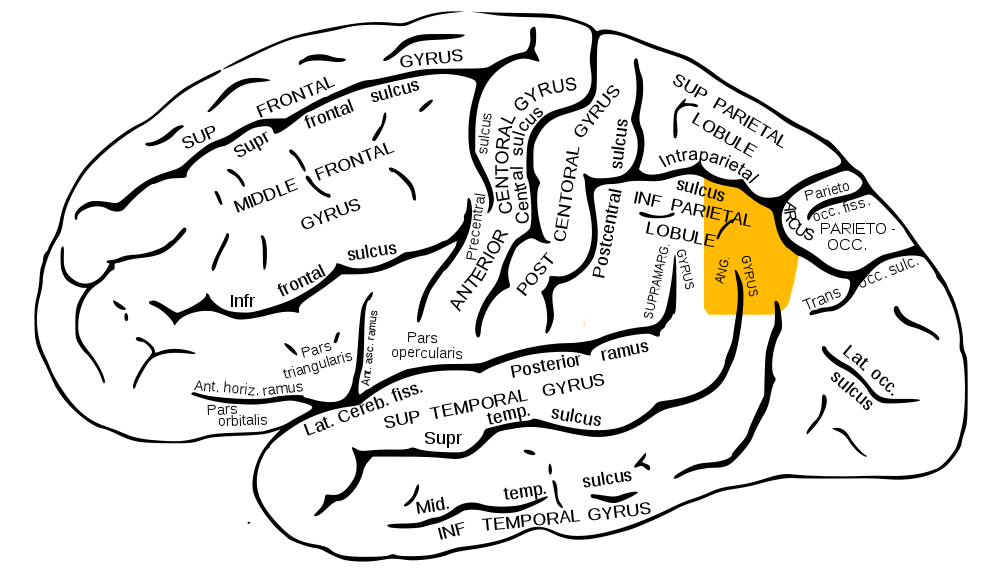
Anguláris gyrus anatómiai pozíciója

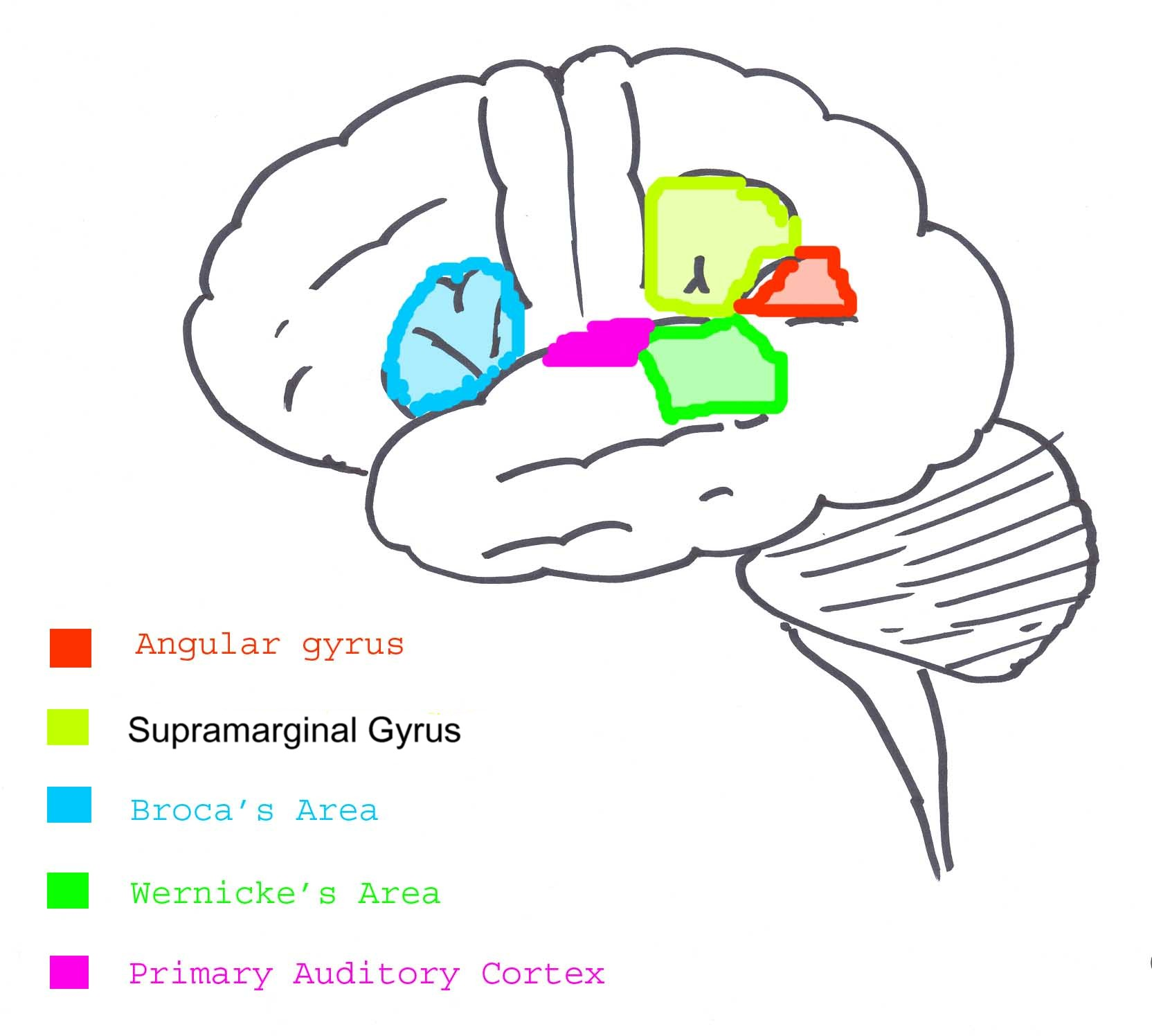
Fontosabb nyelvi területek és anguláris gyrus

Az anguláris gyrus egy, a parietális lebenyben található agyterület, ami a szupramarginális gyrustól hátulsó, azaz posterior, az okcipitális lebenytől elülső, azaz anterior irányban helyezkedik el. Megfeleltethető Broadmann 39-es területének.
Funkcionálisan számos folyamatban vesz részt, mint például az aritmetika, a nyelv, a kogníció, vagy a testen kívüli élmények tapasztalása.

## Neuroanatómiája
A temporális, parietális, és okcipitális lebenyek találkozási pontjánál (junciójánál) lévén, az inferior parietális területnek (ami az anguláris gyrusból és a szupramarginális gyrusból áll) nincsenek szigorú neuroanatómiai határai. Ezen kívül részben átfedésben állhat a szomszédos területekkel, mint például a posterior-superior temporal gyrus.
Gazdag kölcsönös kapcsolatai vannak a vizuális, auditoros, és más, szomatikus asszociációs területekkel, mint a temporális lebeny egyes részei, a szuperior colliculus, a thalamus, vagy a frontális lebeny.
Reciprok kapcsolatai révén ez a terület igen válaszkész multimodális ingerekre is, mint az funkciójában meg is nyilvánul.

## Funkciói

### Matematika
Már 1919 óta ismert, hogy az anguláris gyrus sérülése vagy léziója gyakran aritmetikai zavarok kialakulásához vezethet. Agyi képalkotó eljárások kimutatták, hogy míg a parietális lebeny más részei a téri-vizuális készségeken keresztül bilaterálisan aktívak átlagos matematikai feladatok megoldása közben, addig a bal oldali anguláris gyrus és a bal oldali inferior frontális gyrus a pontosabb matematikai feladatok megoldása közben aktiválódnak, valószínűleg a verbális aritmetikai tények elérhetőségében játszik döntő szerepet. Minél fejlettebb ez a készsége a személynek, annál jobbak a matematikai készségei, míg a procedurális stratégiák alkalmazása a fronto-parietális aktivációjával jár.
A matematikai tények jobb elérhetősége fontos szerepet játszhat olyan mentális kalkulációkban, amelyekhez szükséges például a megtanult szorzótábla vagy két szám összegének ismerete. Az anguláris gyrus TMS-sel való stimulációja (azaz a rendszer gátlása) zavarja az egyszerű szorzási és összeadási feladatok megoldását, míg a szuperior parietális lebeny vagy az okcipitális lebeny ilyen jellegű stimulációja nem okozott interferenciát a teljesítménnyel.

#### Kettős disszociáció
Stanislas Dehaene számos olyan beteget azonosított, akik az inferior parietális lebeny sérülése következtében szorzási feladatokban rosszul teljesítettek, míg kivonási feladatokban jól, míg az intraparietális sulcus sérültek a kivonásban teljesítettek rosszul, és szorzási készségük maradt ép. Ez a kettős disszociáció arra a következtetésre vezette a kutatót, hogy a nyelv által közvetített kalkulációkat, mint a szorzás, az inferior parietális régiók végzik (mint például az anguláris gyrus), míg az online számításokat, mint a kivonás, az intraparietális sulcus.

#### Mentális számegyenes
Silke Göbel és munkatársai (2001) a nyelv-független, téri jellegű reprezentációjú számegyenes féltekei szerveződését vizsgálták. Transzkraniális mágneses stimulációval gátolták a jobb- és bal anguláris gyrust, miközben a kísérleti személyek számok nagyságát kellett megítélniük. A bal oldali anguláris gyrus gátlása lerontotta a téri-vizuális keresés teljesítményét, illetve a mentális számegyenes reprezentációját, alkalmazhatóságát. A kutatók szerint a bal oldali anguláris gyrus a számok téri szerveződésében játszik szerepet, míg más parietális területek, vagy a jobb oldali anguláris gyrus gátlása nem okozott hasonló teljesítménycsökkenést.

#### Akalkulia
Az anguláris gyrus sérülése következtében gyakran alakul ki akalkulia, ami olyan egyszerű matematikai feladatok elvégzését nehezíti jelentősen, mint az összeadás, kivonás, szorzás, vagy akár annak megállapítását, hogy két szám közül melyik a nagyobb.

#### Gerstmann szindróma
Az anguláris gyrus sérülése „tiszta” akalkulián kívül az úgynevezett Gerstmann szindrómához is vezethet. A Gerstmann szindróma tünetegyüttesébe tartozik az akalkulián kívül az agráfia vagy diszgráfia, az ujj agnózia, illetve a jobb-bal tévesztés. Dehaene szerint az alulsó fali területek sérülése által a mentális számegyenes reprezentációja sérülhet, ami magyarázatul szolgálhat a matematikai zavarokra.

### Nyelv
Geschwind szerint az írott szöveg az anguláris gyruson keresztül válik belső monológgá.
Vilayanur Subramanian Ramachandran kutatása szerint az anguláris gyrus legalább részben felelős a metaforák megértéséért. Jobb kezes vizsgálati személyek, akiknek a jobb oldali anguláris gyrusa sérült, a beszédértése és beszédprodukciója ép volt, de nem tudták megragadni a metaforák mögöttes értelmét, csupán szó szerint tudták azokat értelmezni. Ezen kívül sérült azon képességük is, hogy vizuális ingerekhez szavakat társítsanak.
Az a tény, hogy az anguláris gyrus sokkal nagyobb kiterjedésű embernél, mint más főemlősöknél, valamint különleges anatómiai pozíciója a tapintási, akusztikus, és vizuális területek között, arra a következtetésre vezette Ramachandrant, hogy az anguláris gyrus különleges szerepet játszhat a modalitások közti absztrakciók létrehozásában és megértésében. Gazdag modalitások közti kapcsolatai miatt az anguláris gyrus szerepet játszik a szinesztézia kialakulásában is.

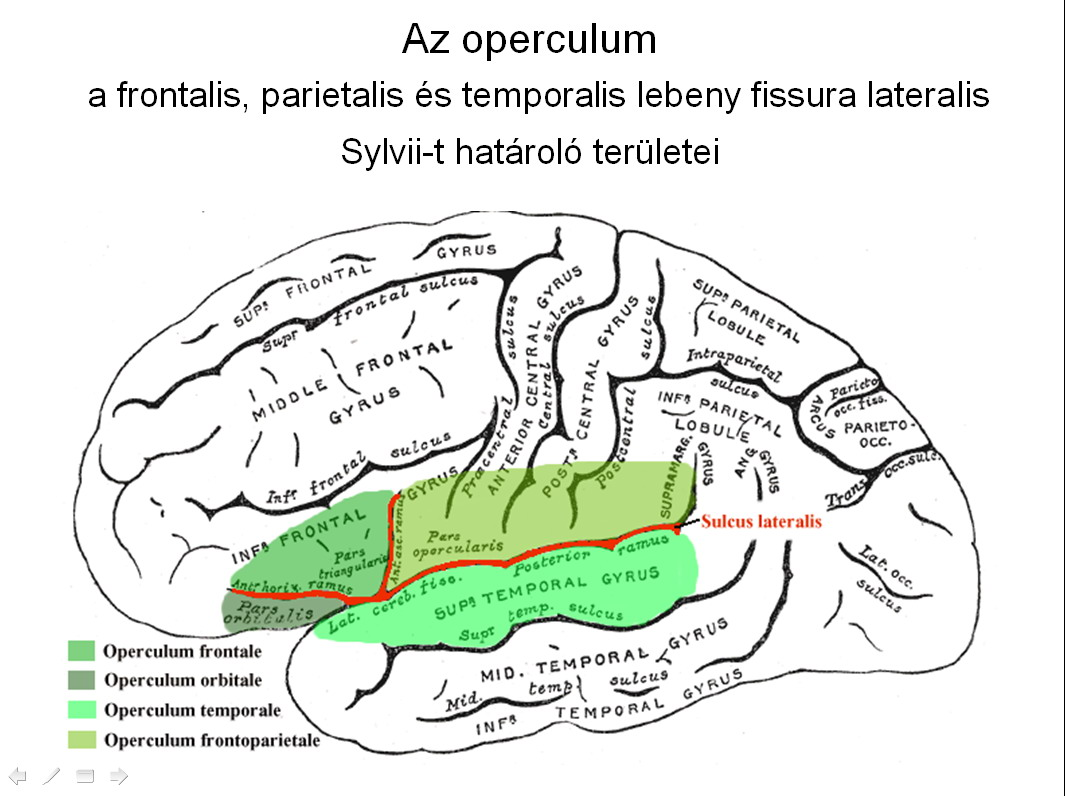
Az operculum

### Testen kívüli élmények
Kutatások felvetették a lehetőséget, hogy az anguláris gyrus stimulálása okozhat testen kívüli élményeket.
Olaf Blanke és munkatársai (2002) az anguláris gyrus fokális elektromos stimulálását epilepszia felmérésére végezték. A stimulálás komplex szomatoszenzoros választ váltott ki a vizsgálati alanynál (kezek lábak érzetének változása, testen kívüli élmény). A kutatók szerint ennek oka abban rejlik, hogy az agy nem képes integrálni a szomatoszenzoros és vesztibuláris információkat.
Az illuzórikus élmények átmeneti jellegűek, és megszűnnek, ha a személy figyelmét az érintett testrészre irányítja. A jelenség pontos neurológiai háttere még nem ismert, de a vesztibuláris feldolgozás fontos szerepet játszhat benne. Mivel a vesztibuláris információt feldolgozó kérgi terület a humán agyban az anguláris gyrus közelében helyezkedik el, a kutatók szerint az én és a test disszociációjának oka a komplex szenzomotoros- és vesztibuláris információ integrálásának elégtelensége lehet.

## Szkizofréniában játszott szerepe
Számos parietális lebeny funkció abnormalitása jelenik meg szkizofréniában. Az inferior parietális lebeny kiemelten fontos szerepet játszhat, egyrészt intermodális kapcsolatai, másrészt szemantikus-lexikális hálózata révén.
Szkizofrén betegeknél az anguláris gyrus kiemelkedő szerepet játszhat, nyelv és gondolkozás folyamatai révén. Egészséges személyeknél az inferior parietális lebeny bal oldali aszimmetriát mutatott, míg szkizofréniában jobb oldalit, amiért főként az anguláris gyrus megnövekedett mérete volt felelős.